# Part of the Search
Part of the Search es un álbum de estudio del multiinstrumentista estadounidense Yusef Lateef. Fue publicado en abril de 1974 por el sello discográfico Atlantic Records.

## Recepción de la crítica
Un escritor no especificado de Billboard describió Part of the Search como “un LP conceptual que lleva al oyente por un camino de progresión musical”.

## Lista de canciones
Toda la música compuesta por Yusef Lateef, excepto donde esta anotado. 
| Lado uno |                                           |                         |          |  |
| N.º      | Título                                    | Fecha de grabación      | Duración |  |
| 1.       | «K.C. Shuffle» (Kenny Barron)             | 4 de abril de 1973      | 3:52     |  |
| 2.       | «Oatsy Doatsy»                            | 5 de abril de 1973      | 0:41     |  |
| 3.       | «Soul's Bakery»                           | 4 de abril de 1973      | 2:26     |  |
| 4.       | «Lunceford Prance»                        | 4 de abril de 1973      | 3:25     |  |
| 5.       | «Rockhouse» (Ray Charles)                 | 16 de mayo de 1973      | 3:40     |  |
| 6.       | «Oatsy Doatsy»                            | 26 de diciembre de 1973 | 0:16     |  |
| 7.       | «In the Still of the Night» (Fred Parris) | 16 de mayo de 1973      | 3:30     |  |

| Lado dos |                                                 |                          |          |  |
| N.º      | Título                                          | Fecha de grabación       | Duración |  |
| 1.       | «Superfine» (Bob Cunningham)                    | 13 de septiembre de 1973 | 3:20     |  |
| 2.       | «Strange Lullaby»                               | 5 de abril de 1973       | 4:12     |  |
| 3.       | «Big Bass Drum»                                 | 5 de abril de 1973       | 2:55     |  |
| 4.       | «Gettin' Sentimental» (Gus Kahn, Matty Malneck) | 1 de septiembre de 1971  | 9:50     |  |

## Créditos y personal
Créditos adaptados desde las notas de álbum de Part of the Search.
Personal técnico
- Joel Dorn – productor
- Bob Liftin – ingeniero de audio en «Rockhouse» y «In the Still of the Night», mezclas en todas las canciones excepto «Superfine»
- Gene Paul – ingeniero de audio en todas las canciones excepto «Rockhouse» y «In the Still of the Night», mezclas en «Superfine»
- Jonathan Dorn – supervisor de mezclas
- Jim Cummins – fotografía (portada)
- Kathy Moore – fotografía (contraportada)
- Basil Pao – diseño
- Bob Defrin – director artístico